# Livarot (brânză)

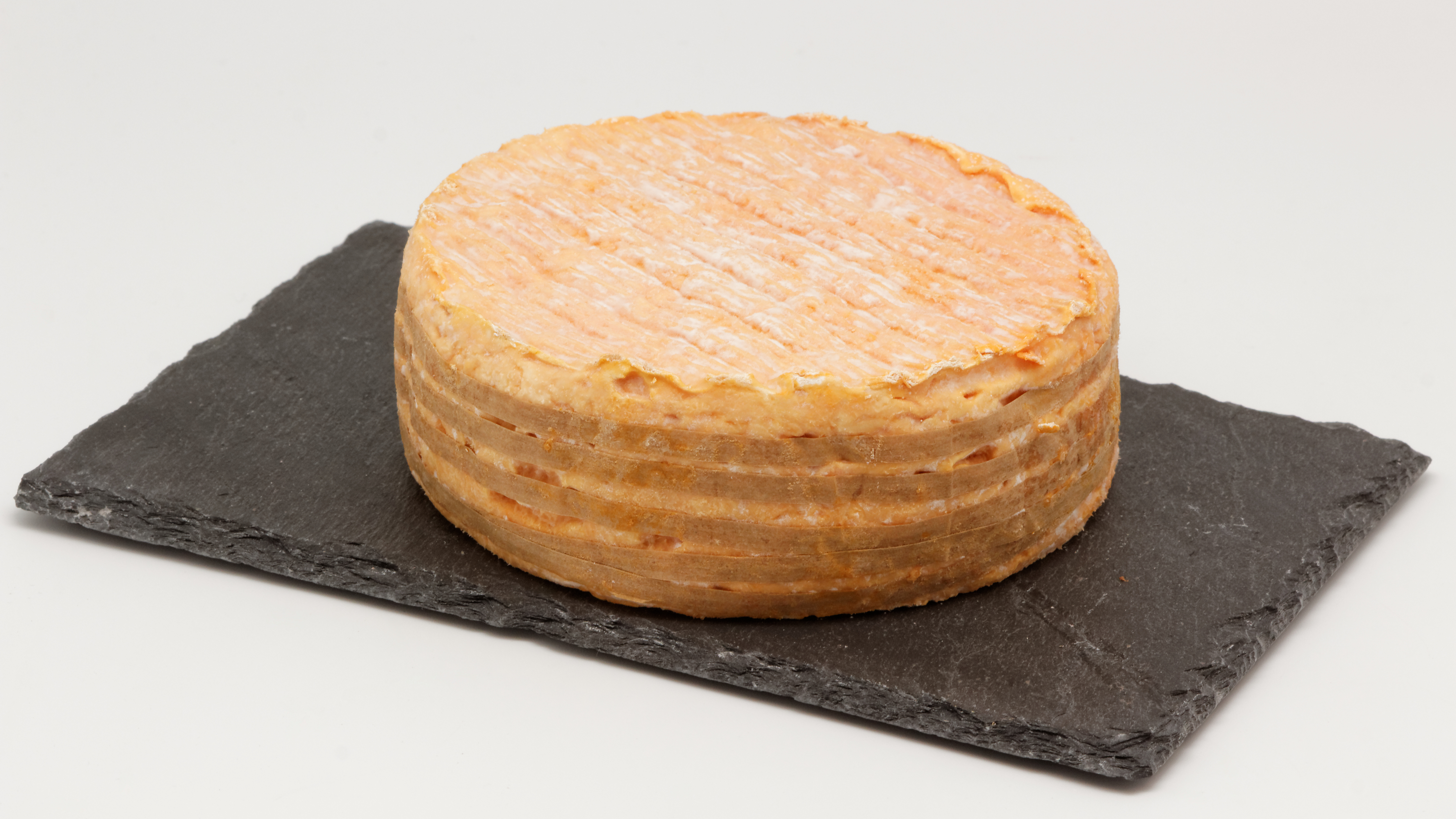
Brânza Livarot

Livarot-ul este  o brânză franceză din lapte de vacă cu pastă moale și coajă spălată. Se produce în Pays d'Auge, o reginuea din Normandia care a dat naștere și brânzeturilor Camembert și Pont-l'Évêque.
Brânza se prezintă sub forma unui cilindru aplatizat cu diametrul de 12 cm de diametru și cu greutatea de 450-500 gr, încercuit cu trei-cinci fâșii de papură (Typha latifolia) sau benzi de hârtie. Din acest motiv, brânza Livarot este poreclită „colonelul”. Culoarea cojii sub variază de la galben-pai la roșiatic. Pasta este elastică și fondantă, de culoare galben-închis. Are un gust pronunțat și persistent.
Brânza Livarot face obiectul din 1975 unei denumiri de origine controlată (AOC) în Franța și din 1996 al unei denumiri de origine protejată (AOP) în Uniunea Europeană. Zona delimitată a denumirii se întinde pe 100.500 hectare. Producția de Livarotn AOP este de 1.300 tone în fiecare an. 